# 邁克·平克頓
邁克·平克頓（英語：Mike Pinkerton）是一位美國軟體工程師，知名於開發Mozilla瀏覽器。

## 生平
平克頓曾在聖地牙哥加利福尼亞大學攻讀電腦科學理學士學位 ，然後在喬治亞理工學院畢業後獲得電腦科學碩士學位。
1997年6月，平克頓開始在Netscape通訊公司工作，他開發了Netscape Navigator和Mozilla瀏覽器。他和戴夫·海厄特還開發了Camino（當時稱為Chimera）的網頁瀏覽器。當海厄特被Apple公司僱用開發Safari瀏覽器時，平克頓接手成為Camino項目負責人。2002年10月，他開始在AOL工作，Netscape成為AOL公司的一個部門。
2005年9月，他接到了在Google的一個職位，他原先是Firefox小組的一員。2006年1月9日，平克頓在他的部落格上宣布他已經轉移到Google的“Mac客戶端團隊”。2008年9月3日，他在他的部落格宣佈他正在開發Mac版本的Chrome瀏覽器。
在Chrome開發工作之前，平克頓是Google Desktop Mac的技術主管。